# Molnár István (tanár)
Agyagosi Molnár István (Serke, Gömör megye, 1801. szeptember 10. – Sárospatak, 1873. május 15.) református tanár.

## Élete
Serkén született, ahol apja Molnár István lelkész volt, aki fia születése után három évvel szemevilágát elvesztette; ezután a szerencsétlenné lett család az egyházkerülettől nyert csekély kegydíjjal Rimaszombatba költözött és Molnár 1807-ben itt kezdte el tanulását a gimnáziumban, ahol Mészár Pál tanítójától elsajátította a német nyelvet. A költészeti osztályig haladt, amikor apja meghalt és a fiú tanulmányainak folytatására 1815-ben Losoncra ment. 1818. szeptember 12-én a sárospataki főiskola akademikus ifjai közé lépett és nyolc évig volt hallgatója a bölcseleti, jogi és teológiai tudományoknak; egyszersmind magán nevelőséget is viselt. Elsajátította a francia nyelvet és a klasszikusokban oly jártasságot szerzett, hogy Horatiust és Homéroszt könyv nélkül tudta. 1824-ben mint esküdt deákot, majd mint köztanítót és könyvtárnokot alkalmazták. 1826-ban Rimaszombatba ment gimnáziumi igazgató-tanárnak. 1831-ben Kéry Mózes halála után Sárospatakra választották meg a mennyiség- és természettan akadémiai rendes tanszékére. Mielőtt ezt elfoglalta, az egyházkerület költségén külföldi egyetemekre ment és egy évig járt a bécsi polytechnikumba, a másik évben Berlinben hallgatta a szakjába tartozó tudományokat. 1833. november 16-án foglalta el tanszékét latin értekezéssel: A természettudományok hasznairól közönségesen és különösen hazánkra nézve. Tantárgyát már magyarul adta elő, míg elődei felváltva latinul és magyarul tanítottak. 1851-ben a sárospataki gimnáziumot a miniszteri terv szerint újraszervezték és nyolcosztályossá alakult, ennek igazgatójává őt választották meg. 1862-ben hajlott kora és a változott viszonyok miatt nyugdíjaztatott; ő azonban nyugdíjáról, családtalan lévén, a tanári özvegyek és árvák javára lemondott, sőt közel 20 ezer forintnyi vagyonát, könyvtárát és összes ingóságait a sárospataki iskolára és közművelődési célokra hagyta. A pénztárellenőri hivatalt holtáig híven teljesítette.
Cikkei a Magyar orvosok és természetvizsgálók Munkálataiban (VII. 1847. Fölhívás és terv meteorologiai szemléletekre); a sárospataki helv. főiskola Tudósítványában (1857. Carmen Francisco Josepho regi et reginae Elisabethae quum in itinere per Hungariam suscepto oras Patakinas altissima praesentia bearet, 1858. Sárospatak közép mérséklete 1847-1853). Munkatársa volt a sárospataki görög-magyar szótárnak.

## Munkái
- Természettan, akadémiai ifjak számára. Sárospatak, 1841. Két kötet. (I. A testek tudománya, II. Az erő tudománya. Ezen külön czímmel is: Rövid erőtan vagy mechanika).
- Kis természettan gymnasiumi ifjak számára. Sárospatak, 1843.

### Kéziratban
Természettan felgymnasium számára; Felsőbb analysisre vonatkozó dolgozatai és évek óta észlelt meteorologiai jegyzetei.